# Tramwaje w Recife
Tramwaje w Recife − zlikwidowany system komunikacji tramwajowej w brazylijskim mieście Recife, działający w latach 1867−1960.

## Historia

### Tramwaje konne i parowe
Pierwsze tramwaje na ulice Recife wyjechały 5 stycznia 1867, były to tramwaje parowe, które kursowały po trasie o rozstawie szyn wynoszącym 1219 mm. Pierwsza linia połączyła port z Apipucos. Do obsługi linii zakupiono 2 parowozy wyprodukowane w 1866 w Manning Wardle & Co. w Leeds. Kolejnych 5 podobnych lokomotyw dostarczono w ciągu kolejnych 4 lat. Wagony pasażerskie wybudowała firma George Starbuck w Birkenhead. Linią zarządzała spółka Recife as the Estrada de Ferro de Caxangá. Następnie linię przedłużono do Dois Irmãos, a 24 czerwca 1870 przedłużono do Caxangá. 24 grudnia 1871 otwarto linię do Arraial (Casa Amarela). 20 czerwca 1870 spółka Trilhos Urbanos do Recife a Olinda e Beberibe otworzyła swoją pierwszą linię tramwaju parowego do Olinda, a w lipcu otworzyła drugą linię do Beberibe. Rozstaw szyn na obu liniach wynosił 1400 mm. Spółka ta zamówiła parowozy w firmie Manning Wardle, a wagony pasażerskie w John Stephenson z Nowego Jorku. 22 września 1871 spółka Ferro-Carril de Pernambuco otworzyła linię tramwaju konnego do Madalena. W 1882 spółka ta miała 50 wagonów i 400 mułów. 

### Tramwaje elektryczne
W 1913 rozpoczęto budowę pierwszej linii tramwaju elektrycznego. Pierwsze jazdy próbne odbyły się w listopadzie 1913, a otwarcie linii nastąpiło 13 maja 1914. Linia połączyła wyspę Recife z Boa Vista przez Santo Antônio. Rozstaw szyn na linii wynosił 1000 mm. Do obsługi linii zakupiono w firmie J. G. Brill 100 tramwajów w tym 70 wagonów silnikowych i 30 doczepnych oraz 25 piętrowych tramwajów w firmie United Electric of Preston. 12 października 1914 zelektryfikowano linię do Olinda. W 1915 tramwaje elektryczne doprowadzono do Várzea. W 1917 zelektryfikowano linie do Dois Irmãos i Arraial. Ostatnią linię tramwaju parowego do Beberibe zelektryfikowano w 1922. 25 października 1924 otwarto linię do Boa Viagem. W tym czasie planowano budowę linii do Jaboatão, której jednak nie zbudowano. W latach 20. XX w. w eksploatacji było 130 wagonów silnikowych i 110 wagonów doczepnych, które kursowały po trasach o długości wynoszącej 141 km, był to trzeci pod względem wielkości system tramwajowy w Brazylii. W 1928 dotychczasowego właściciela tramwajów kupiła spółka Electric Bond & Share Company. W 1940 sprowadzono ze Stanów Zjednoczonych czteroosiowe tramwaje. Po zakończeniu II wojny światowej tramwaje zaczęły przynosić straty. W 1951 zlikwidowano tramwaje na wyspie Recife i w Santo Antonio. W marcu 1954 zlikwidowano ostatnią linię w mieście pomiędzy Boa Vista i Madalena. Po likwidacji sieci część wagonów i infrastruktury przeniesiono do Vitória, Belo Horizonte i Campinas. Po zamknięciu sieci spółka została oskarżona o złamanie umowy, wówczas przywrócono kursowanie tramwajów na trasie Boa Visa − Fundão. Ostatecznie linię tę zamknięto w 1960. Jeden wagon o nr 104 został zachowany do celów muzealnych i obecnie znajduje się w Museu do Homem do Nordeste gdzie trafił w 1985.